# Берта (Минесота)
Берта (енгл. Bertha) град је у америчкој савезној држави Минесота.

## Демографија
По попису из 2010. године број становника је 497, што је 27 (5,7%) становника више него 2000. године.
| Група             | 2000.       | 2010.       |
| Белци             | 463 (98,5%) | 492 (99,0%) |
| Афроамериканци    | 0 (0,0%)    | 1 (0,2%)    |
| Азијати           | 0 (0,0%)    | 0 (0,0%)    |
| Хиспаноамериканци | 1 (0,2%)    | 1 (0,2%)    |
| Укупно            | 470         | 497         |